# Morpho sulkowskyi
Espèce
Morpho sulkowskyi est une espèce d'insectes lépidoptères (papillons) de la famille des nymphalidés, de la sous-famille des Morphinae, de la tribu des Morphini et du genre Morpho.

## Systématique
L'espèce Morpho sulkowskyi a été décrite en 1850 par entomologiste autrichien Vincenz Kollar (1797–1860).

## Nom vernaculaire
Morpho sulkowskyi se nomme Sulkowsky's Morpho en anglais.

## Liste des sous-espèces
Selon BioLib (17 août 2021) :
- sous-espèce Morpho sulkowskyi calderoni Blandin & Lamas, 2006
- sous-espèce Morpho sulkowskyi hoppiana Niepelt, 1923 - Colombie
- sous-espèce Morpho sulkowskyi howarthi Le Moult & Real, 1962
- sous-espèce Morpho sulkowskyi nieva Blandin & Lamas, 2006
- sous-espèce Morpho sulkowskyi psyche Staudinger, 1892
- sous-espèce Morpho sulkowskyi selenaris Le Moult & Real, 1962 - Pérou
- sous-espèce Morpho sulkowskyi sirene Niepelt, 1911 - Équateur
- sous-espèce Morpho sulkowskyi sulkowskyi Kollar, 1850 - Colombie

## Description
Morpho sulkowskyi est un grand papillon d'une envergure de 90 mm à 90 mm. Le dessus est bleu clair irrisé avec une tache marron anale aux ailes postérieures et l'apex des ailes antérieures souligné de marron.
Le revers est beige marbré orné d'une ligne d'ocelles.

## Biologie

### Plantes hôtes
Les plantes hôtes de sa chenille sont des bambous du genre Chusquea.

## Écologie et distribution
Morpho sulkowskyi est présent en Colombie, en Équateur, au Pérou et au Venezuela,.

### Biotope
Morpho sulkowskyi réside en forêt humide andine, généralement entre 2 400 m et 2 700 m d'altitude, il est inféodé à la "forêt des nuages".

### Protection
Pas de statut de protection particulier.